# Лауреано Санабрія Руїс
Лауреано Санабрія Руїс (ісп. Laureano Sanabria Ruiz, нар. 22 червня 1985, Мадрид, Іспанія) — іспанський футболіст, захисник команди «Депортіво».